# Смоляни
Смоляните са славянско племе, населявало Средните и Западните Родопи. Смоляните са се заселили в земите си вероятно през VII-VIII век. През 837 г., когато племето вдигнало бунт против централната византийска власт, в тяхна подкрепа българският хан Пресиян, съместно с наместника си кавхан Исбул, навлязъл в Родопите, преминал земите на смоляните и стигнал до град Филипи в Беломорието. При управлението на цар Симеон Велики смоляните окончателно станали част от българската народност.